# الشرارده
الشرارده (به عربی: الشراردة) یک منطقهٔ مسکونی در تونس است که در استان قیروان واقع شده‌است. الشرارده ۱٬۷۲۱ نفر جمعیت دارد.